# شرکت لوکوبیل آمریکا
شرکت لوکوبیل آمریکا (انگلیسی: Locomobile Company of America) شرکت خودروسازی آمریکایی بود، که در سال ۱۸۹۹ تأسیس شد.